# Споменик борцима Револуције
Споменик борцима Револуције, познат и као Споменик Стевану Филиповићу или Ваљевац у Ваљеву, Србија је споменик посвећен истоименом народном хероју и партизанским борцима ваљевског краја. Урађен по угледу на фотографију која је забележила последње тренутке Филиповићевог говора окупљеном народу 22. маја 1942. пре вешања, рад је српског вајара Војина Бакића.
Споменик је смештен на централном месту платоа на брду Видрак које се уздиже изнад Ваљева и одатле доминира околином, те је видљив и из самог града. Простор око споменика је парковски уређен. Претходно изградњи споменика на овом простору се налазило старо градско као и војничко гробље, на којем су били сахрањени од тифуса умрли војници и болничко особље Ваљевске болнице за време првих година Првог светског рата. Поједини споменици из овог периода су и данас видљиви у непосредној близини споменика.
Бакићево дело свечано је отворено 23. октобра 1960. године и споменик је културе. Са аспекта уметничког израза и целокупног дела познатог вајара, представља једну фазу у Бакићевом опусу, након његовог раскида са соцреализмом, који карактерише апстраховање органских облика које се очитује у кристализацији форме, својеврсном изналажењу кубистичке доктрине. Споменик Стевану Филиповићу је једно од најпознатијих остварења овог уметника.

## Историјат

### Контекст
|  | Овај чланак је део чланка о Споменицима посвећеним Народноослободилачкој борби 1941—1945. |

Подизање споменика посвећених Другом светском рату на простору Југославије је највећим делом уследило након краја рата, упоредо са обновом земље. Но први споменици су поникли још пре његовог краја 1945. године. Док су вођене борбе за ослобођење Југославије 1944. године, у околини Београда и по селима источне Србије подижу се први споменици, који су пак били посвећени војницима Црвене армије уместо југословенским партизанима. Скромних размера и са представом војника као првим симболом нове и социјалистичке заједнице, имали су за циљ јачање срдачних односа двају народа, њихових пролетера и комунистичких партија. Највећи и најзначајнији споменик подигнут у част Црвеној армији, који је у и величини умногоме надмашио до тада доста скромне споменике, био је споменик „Батинска битка“ Анутна Аугустинчића, којим је југословенска политичка врхушка, осим комеморирања и захвалности, подвукла и тадашњи међународни положај нове Југославије као савезнице Совјетског Савеза. Но након разлаза са Совјетима 1948. године, долази до промене у наративу. Као контрапункт представи црвеноармејца поставља се симбол југословенског партизана, којим се снажно промовише идеја аутохтоности партизанске борбе и њене укорењености у народу. Уједно са величањем југословенске војничке жртве у току Другог светског рата, афирмисана је и институција Југословенске народне армије, као извора и гаранта нове Југославије након раскола са СССР. Споменик Стевану Филиповићу је, са тог аспекта величања ЈНА и истицања њених почетака током светског рата, вероватно први значајан споменик подигнут у Југославији. Такође, како истиче историчарка Олга Манојловић Пинтар, чињеница да је споменик изабран да се ради по народном хероју рођеном у Опузену крај Дубровника, етничком Хрвату, сведочила је о афирмацији општејугословенског карактера партизанског покрета у самом центру Србије.
Осим меморијалне функције, комеморирања догађаја који су се догодили током Народноослободилачке борбе, превасходна функција споменика који се почињу подизати упоредно са изградњом земље након рата, је, како је назначено, било креирање идентитета југословенске заједнице. Промовишући нове идеолошке симболе требало је да споменици снаже колективно заједништво стварајући слику јединственог, готово монолитног друштва. Један од начина како се ово ефикасно постизало било је масовно подизање и постављање споменичке пластике на дата меморијална, „посвећена“ места, стратишта — јавна места или пејзаже, углавном везана за догађаје из НОБ-а, потцртавајући тиме идеолошки и меморијални набој, као додатан елемент персуазивности поруке која се слала посматрачу, поред јасно разумљивог споменичког садржаја.

У ваљевском контексту ово је учињено тако што је, на предлог урбаниста и самог аутора, вајара Војина Бакића, током расправе о месту подизања Споменика борцима Револуције, одлучено да се споменик постави на брдо Видрак — које се уздиже јужно изнад десне обале реке Колубаре и старе ваљевске чаршије и доминира читавом околином. Приликом отварања споменика 1960. године новинар Славољуб Ђукић је у својој репортажи за београдске „Вечерње новости“ на следећи начин пренео властити утисак Бакићевог дела:
| „ | Успомена на пале борце и револуционарну прошлост овог краја изражена је величанственим делом вајара Војина Бакића, џином — спомеником високим 16 метара, чији изглед и утисак који оставља на посматрача никада ниједна фотографија ни написана реч не могу уверљиво испричати. Споменик је свуда присутан. Ма где стајали у Ваљеву и још тамо 10 километара далеко, све до Диваца, на оку вам је фигура Стевана Филиповића, тренутак под вешалима. У ноћи споменик, подсећа на светионик. Сав у пламену он лебди над градом. Преко дана, обасјан сунцем као јуче, блешти алуминијум, пресијава се бела метална површина и као да се стапа са хоризонтом. Сасвим близу, човек се осећа сићушан поред споменика. Гледајући раширене руке, чврсто стегнуте песнице и скоро жив израз, омамљеном посматрачу се чини да та отворена уста у овом тренутку изговарају речи: „Није смрт тешка, ако се зна зашто се умире.“ | ” |

Крај рата и нова политичка власт доносе и фундаменталне промене на плану уметничке продукције и рецепције. Од уметника се очекује да преузму активну улогу у културном и друштвеном напретку народа социјалистичке Југославије. Уметници треба да стварају у служби друштва и идеологије. Уједно социјалистички реализам постаје доктрина производње уметничких дела, укључив и вајарство. И Војин Бакић прихвата нове задатке у складу са друштвено-политичким потребама. Потакнут судбином својих четворице рођене браће за чију је судбину погубљења у Јадовну 1941. године сазнао након рата, он уводи нову тему у властитом обликовном репертоару — обликовање споменичких решења, како би дао властити допринос друштвеног сећања на жртве фашизма. Скулптуре које израђује су такође у соцреалистичком стилу.
Издвајање Југославије из Источног блока и захлађење односа са Совјетским Савезом 1948. године су створили предуслове за одбацивање канона социјалистичког реализма, које се догађало постепено. Ово је коинцидирало и са Бакићевом променом уметничког израза, одбацивањем соцреализма и интуитивним опредељивањем за модернизам, аутономију ликовног израза, иновацију и трагање за новим вајарским изразом. Споменик Стевану Филиповићу представља једну кратку фазу у Бакићевом опусу током трагања за новим путем, који карактеришу поједностављеност волумена, чију површину дефинише равним равнима које се спајају у оштрим бридовима и које подсећају на кубистичко грађење облика. (в. опширније испод)

#### Брдо Видрак и Баирско гробље
Као већ напоменуто, споменик се налази на брду Видрак које се уздиже јужно изнад десне обале реке Колубаре и старе ваљевске чаршије Тешњара. Од интереса за историју локалитета и споменика на ком је подигнут јесте да се до подизања истог на његовом месту кроз читав 19. и средину 20. века налазило варошко гробље, а чији су појединачни остаци у виду споменика и данас постојани у непосредној близини самог споменика Стевану Филиповићу.
Гробље је основано у првој половини 19. века на споменутој северној страни брда Видрак названој Баир — турској речи за брег или обалу, и то зато што је ваљевска епископија крајем 18. века забранила сахрањивање, као до тада, у порти цркве и епископског дома који су се налазили у подножју брда. Ово је учињено јер је тај део Тешњара почео да се шири изградњом занатлијских радњи што је онемогућавало даље ширење гробља. Иначе је овај део чаршије, у подножју брда, било место где су осим епископског дома и двора, своје дворове имали знамените личности тог доба као Јеврем Обреновић, Јован Симић Бобовац и други.

Из првих деценија настанка и развоја гробља нису сачувани писани извори, све до прве године шесте деценије 19. века када окружни физикус у Ваљеву Франц Тасаи доноси први детаљан опис гробља тог времена, описујући га у прилично лошем стању. Феликс Каниц који је у Ваљеву боравио 1860. и 1888. године у својим путописима у којима је опширно писао о граду наводи, између осталог, и петоугаони маузолеј ваљевског трговца Милоша Глишића који су његови синови подигли јужно од града а који се високо уздиже и издалека пада у очи. (сл. 4) Опис гробља у својој књизи „Шта сам видео и преживео у великим данима“ даје и Арчибалд Рајс, који је боравио у Ваљеву 1914. године за време аустроугарских офанзива на Дрини и Церске битке, и који поред описа масовног страдања даје опис тада формираног војничког гробља на Баиру на ободним деловима постојећег гробља, насталог услед великог броја покојника:
| „ | Гробље је наврх брежуљка. Правилно су нанизани безбројни гробови са простим црвено-смеђим крстом који носи име покојника. Ту има Срба, Аустријанаца и других нација. Смрт све изједначава и војници почивају поред својих официра. Неколико гробова окићено је цвећем или српском заставом, лепршајући се на ветру на овом месту смрти који доминира долином, чине необично снажан утисак. Питам се да ли није нарочито изабрано ово место за жртве рата. У сваком случају, не би се могло наћи ништа боље. И тако ови храбри који су пали за своју отаџбину, крстаре над овом лепом плодном долином, која у обично време, мора давати слику мира и спокоја. | ” |

Први званични податак о гробљу датира из 1909. године од Суда општине Ваљевске у коме се предлаже ангажовање чувара гробља и његово ширење. Гробље у првој деценији 20. века постаје „тесно“, а градске власти забрањују даље сахрањивање. Ову забрану су продужиле и нове аустријске окупационе власти 1916. године. Но и поред ових забрана, на гробљу се и даље сахрањивало, што су превасходно чиниле породице које су ту имале закупљена празна гробна места. Према наводима Милче Мадић, позивајући се на катастарски пример из 1930. године, површина гробља је износила 3,18.05 хектара. Дефинитивна забрана сахрањивања долази 22. септембра 1946. године одлуком Извршног одбора Градског народног одбора Ваљево којом се налаже „да земљиште које је било некада гробље се рашчисти, а родбина која би хтела да врши пренос, остави се рок до 1. јануара 1948. године, после ког рока ће се земљиште искористити у друге сврхе.“ Овом је одлуком гробље престало да постоји. Само мали број породица је пренео посмртне остатке на новоформирано Ново ваљевско гробље. Цело гробље је уклоњено, док су надгробни споменици који нису пренети на ново гробље, даље узидавани у темеље неких нових грађевина у граду и искоришћени за поплочавање неких улица.
Уклањањем гробља је створен простор за подизање Споменика борцима Револуције и спомен парка 1960. године. На бившем гробљу су остала само спомен обележја канадском лекару из мисије Црвеног крста Семјуелу Куку и доктору Селимиру Ђорђевићу, управнику Ваљевске болнице. (сл. 5, 6 и 7) Обојица, као и многобројно болничко особље је оставило своје животе лечећи заражене од тифуса у првим годинама Првог светског рата. Поред Ђорђевића ту су сахрањени његови брат, погинуо на Гучеву 1914., и мајка. Посмртни остаци српске сликарке Надежде Петровић, која је 1915. године као добровољна болничарка подлегла тифусу и која је овде такође била сахрањена, су пренети у Београд 1935. године. На месту њеног првобитног почивалишта подигнут је спомен-крст, уједно и месту костурнице умрлих и погинулих српских војника. (сл.8 и 9)

#### Вешање Стевана Филиповића
Споменик је, како жељом наручиоца, тако и Бакићевом уметничком израдом где се угледао на познату фотографију Филиповића, инспирисан ликом и делом народног хероја Стевана Филиповића и његовим држањем под вешалима 22. маја 1942. године. (сл. 10)
Филиповић је рођен 1916. у Опузену, а пред рат је живео у Крагујевцу где је изучио неколико заната те се 1937. прикључио радничком покрету, а 1940. постао и члан КПЈ. Почетком рата одлази у партизане и учествује у борбама у Србији. У ноћи 23/24. децембра 1941. године несмотрено је заробљен од стране равногорских четника који су га предали Немцима у Шапцу, а нешто касније је пребачен у Ваљево и затвор Гестапоа у Београду. И поред двомесечног мучења, Стева се херојски држао пред непријатељем и није рекао ни једну реч. Убрзо након тога је осуђен на смрт вешањем — 20. маја је у Ваљево стигла депеша Паула Бадера, главнокомандујућег немачког генерала за Србију, која се у виду наредбе односила на извршење смртне казне, и коју је примио командант оперативног пука пуковник Хофман. За дан извршења је намерно изабран петак 22. мај, пазарни дан, кад по навици у Ваљево долази највећи број сељака и мештана околних и даљих села на пијацу.
Претходно вешању окупатор и локалне домаће власти су спровеле пропагандну кампању обзнањивања вешања, користећи притом пежоративни речник у односу на осуђеника, како у локалним медијима тако и у националним. Вешање је требало да се одржи на пространом тргу смештеном између главног моста, пијаце и Ваљевске гимназије, иначе у самој близини места где су погубљени Илија Бирчанин и Алекса Ненадовић 1804. и где су се претходно Другог светског рата одржавали раднички митинзи. Сврха оваквог јавног вешања је била да улије страх становништву и сломи слободарски дух српског народа.

Поменутог дана Филиповић је, у ланцима, у пратњи српских жандарма, спроведен градским улицама од ваљевског полицијског затвора до поменутог трга где су већ била постављена вешала. Око 10:30 часова стигла је колона пар тенкова и аутомобила из којих су изашли немачки официри. На тргу се било окупило око три хиљаде људи, које су надгледали недићевци, Пећанчеви четници, полицијски агенти, шуц полиција, гестаповци и немачки војници. Десет минута након немачких официра, пратња са осуђеником се појавила између зграда Гимназије и Хипотекарне банке, поред самог трга. Прилазећи вешалима кроз окупљени народ на тргу, Филиповић је почео да им се обраћа:
| „ | Шта чекате? Што трпите? Узмите пушке и истерајте ову жгадију из земље. Живела ослободилачка борба и наши савезници и пријатељи! Живео Совјетски Савез заштитник малих народа! Доле германске хорде! Доле издајници нашег народа! Живео радни свет! | ” |

Пошто су се спроводници са Филиповићем зауставили код вешала, овај је наставио да се обраћа народу: „Стојите и гледате. Ако будете само стајали и гледали непријатељ ће и вас овако једног по једног вешати. Смрти се не плашите. Она није ништа. То ћете видети кроз неколико тренутака када ја будем умирао. Није смрт страшна ако се зна зашто се умире“.

Покушавајући да га ућуткају, један жандарм га је кундаком од пушке ударио у леђа. Због пропуста и грешака у организацији вешања, ствар се за моменте одужила. Но убрзо је настављено, а Стеван је позван да одржи последњу реч. Два стражара су му одвезала руке и кренули да ставе омчу око врата. Филиповић је то одбио речима: „Немојте браћо Срби ви да вешате! Нека ме вешају Немци.“ Но, док је један од двојице жандарма крај мало опуштеног конопца везивао за стуб вешала, други, који се добровољно пријавио за извршиоца вешања, је био упоран у својој намери. Филиповић је напослетку десном руком узео омчу и ставио је сам себи око врата, попео се на последњи ниво дрвених степеница, стиснутих песница раширио руке, окренуо се окупљеном народу и одржао говор по којем ће остати упамћен:
| „ | Другови и другарице. Српски народе. Хитлерове хорде продрле су у твоја села и градове. Оне ти испијају крв, муче те по затворима и концентрационим логорима, гоне те да радиш до изнемоглости у рудницима и фабрикама које снабдевају фашистичке зликовце. Они те пљачкају, стрељају у масама. Браћо! Не дајте се завести лажном пропагандом фашистичких окупатора и клеветничким лажима домаћих одрода и издајника. Устајте! Сви у борбу против фашистичке реакционарне звери! Јер, ако погнете главе, ако се не борите Хитлерови злочинци ће и вас вешати овако једног по једног. Само борбом можете се ослободити хитлеровске гамади. Напред у борбу против наших крвника. Устајте сви! Не плашите се смрти. Она само кукавицама изгледа страшна. Смрт није ништа необично. Ви ћете то за који минут видети на мени када ми омча пресече дах. У борбу другови и другарице. Потуците све Немце! Уништите Хитлерове разбојнике све до последњег па онда уништите и Хитлера. Повадите своје зарђале пушке, извојујте своју слободу и права, искорените домаће издајнике и помагаче и слуге фашизма. Приступајте партизанским одредима. Помозите Народноослободилачку борбу. Доле Хитлер и његове злочиначке банде... | ” |

У том тренутку Стевановог говора пуковник Хофман је потегао пиштољ из футроле и уперио га у Филиповићеве груди. Од пуцања га је зауставио поручник Финке који му је, притрчавши, рекао: „Хер командант! За име Бога, не! Црвени бандит мора бити обешен. Хер командант, станите, молим вас.“ Хофман се потом повукао за корак, док је Филиповић наставио да говори:
| „ | Живели наши велики савезници! Живео друг Тито! Живела демократија слободних народа! Живео вођа и заштитник народа и сељака друг Стаљин! Живело братство словенских народа које ће из овог рата изаћи као победник. | ” |

Иако није прошло законом предвиђених пет минута за последњу реч осуђенику, немачки официр је дао знак за егзекуцију. „Вешајте га“ — чуло се наређење на немачком и српском језику. Стеван је наставио да клица: „Живела победоносна Црвена армија која ће донети слободу свим народима света! Живела Комунистичка партија Југославије!“ Један немачки официр је пришао вешалима, Филиповић је замахнуо ногом да га удари, али је трзајем уназад склизнуо са постоља на ком је стајао. Омча се затегла. У вис подигнуте руке су пале низ тело. Настао је тајац.

### Изградња
Идеја за подизање споменика палим борцима НОБ-а ваљевског краја је потекла и покренута 1948. године од Среског одбора Савеза бораца Народноослободилачког рата Ваљева. Две године касније отпочело се са спровођењем идеје у дело формирањем Окружног одбора за подизање споменика од 52 члана, у чији су састав ушли представници свих бивших срезова: ваљевског, рађевског, азбуковачког, подрињског, тамнавског, посавотамнавског и љишког. Једногласно је прихваћена одлука да споменик буде у лику Стевана Филиповића, док је у образложењу за доношење овакве одлуке од стране Иницијативног одбора наведена симболика Филиповића као, према наводу одбора, оличења свих комуниста чланова КПЈ пре и за време рата, те потенцирано његово држање под вешалима непосредно пре смрти 1942. године — као дела које се прочуло и задивило антифашистички свет, те као чина који је имао велики и позитиван одјек међу самим народом. Материјалну помоћ је обезбедила Влада Народне Републике Србије као и многобројне друштвене и привредне организације. У сврху подизања било је покренуто и прикупљање добровољних прилога од становништва путем продаје захвалница.
У оптицају су биле две варијанте за израду споменика. Прва је подразумевала споменик од армираног бетона, висине 24 метра, са постољем од 5 метара. Друга, која је прихваћена, била је визија споменика од бронзе на постаменту од бетона. Предложена висина споменичког решења била је укупно око 15,5 метара — осам метара од ногу до главе, а са уздигнутим рукама 10 метара, те постамента висине 5 метара. Постамент је требало да буде облика степеница које подсећају на клупу, реминисценција на клупу на којој је Филиповић држао говор пре вешања. За вајара је изабран познати загребачки скулптор Војин Бакић. Такође се повела и полемика око врсте материјала за споменик: буковачки гранит или алуминијум. На инсистирање Бакића, након разних проба, легура алуминијума је изабрана за материјал. Према његовом мишљењу она је најбоље одговарала са аспекта чисте вајарске обраде, посебно јер је омогућавала контролу фигуре у слободном простору у свим фазама рада, на чему је инсистирао. Постамент је према замисли уметника требало да буде од метала, шупаљ у средини, и такође да подсећа на клупу на вешалима. Бели алуминијум је изабран да буде материјал за израду, због тога што блиста издалека на сунцу, као светионик, што је уједно био и први споменик од алуминијума у Југославији.
Првобитни термин за откривање споменика је био предвиђен да буде 7. јул 1955. године. Но због разорног пожара у Бакићевом атељеу на загребачком Тушканцу, у коме је изгорео гипсани модел споменика заједно са бројним другим делима, овај термин није испоштован, па је рок померен на крај 1956. године. Вајар је рад на споменику народном хероју наставио у Новосељанима покрај Бјеловара, где је радио скулптуре великих димензија. При изради су му помогли вајар Стеван Лукетић, помоћник на изради великих споменика од 1952. до 1957. године, вешт при преносу и повећавању скулптуре из малог формата у велике димензије, и вајар Анте Јакић. У међувремену се у Ваљеву повела полемика око локације будућег споменика. Испрва је спомињана пијаца — као место где је Филиповић одржао говор и вешан, пак, као напоменуто, на предлог Бакића и урбаниста изабран је Видрак. У образложењу овог одабира се управо наводи да би скулптура на овом месту боље доминирала централним делом платоа брда и читавом околином.
Гипсани модел фигуре споменика је био готов септембра 1957. године. Савет за културу НР Србије је формирао комисију за пријем споменика у чијој су саставу били вајари Лојзе Долинар и Коста Ангели Радовани, сликар Предраг Милосављевић, архитекта Милан Минић, књижевник Добрица Ћосић и књижевник и секретар Савета за културу Народне Републике Србије Милорад Панић Суреп. Након детаљног разгледања и разговора са аутором, споменик је примљен 18. октобра 1957. и прослеђен у надлежност инвеститора како би се приступило извођењу, на коју се пак прилично чекало. Гипсана фигура је у деловима пренета у град на Колубари тек 27. маја 1960. године. У предузећу „Крушик“ су напослетку извршени сви доста захтевни занатски радови на заваривању алуминијумских делова. Предложени рок за откривање сазван за 7. јули 1960. године је померен пар месеци на 23. октобар исте године.

#### Отварање
Претходно отварању у граду и околини су текле позамашне припреме за свечани дан. Припадници војске, омладине, чланови Социјалистичког савеза радног народа и добровољци су данима уређивали корита ваљевских река и сам град. Улице су окићене заставама, славолуцима и фотографијама маршала Тита и других високих државних функционера. Сам плато на Видраку око споменика је претворен у парк, стазе пошљунчане, трава озелењена, засађено зимзелено дрвеће, а урађен је и нови пут који води од града до целог спомен-комплекса. Иначе је ово отварање била и прва по реду свечаност у оквиру двадесете годишњице од подизања револуције, која ће се током наредне 1961. славити у целој Југославији бројним манифестацијама. Отварање споменика у то време је у том смислу имало за циљ изражавање пијетета према учесницима НОБ-а и свим осталима који су допринели победи 1945. године.
Свечана церемонија отварања 23. октобра 1960. године је почела у 9:30 часова када је дуга колона аутомобила стигла у подножје спомен-парка, заједно са неколико хиљада грађана Ваљева и околине и бројним припадницима различитих друштвено-политичких организација и других група — представника ЈНА, СУБНОР-а, преживелих бораца и њихових породица, народних хероја, угледних званица и др. Према репортажи Добривоја Поповића, новинара листа „Црвена звезда“, у пратњи председника ваљевског Среског народноослободилачког одбора Живомира Станковића и секретара Среског комитета СКЈ Ристе Михаиловића, на плато испред споменика су се попели потпредседници СИВ-а Едвард Кардељ и Родољуб Чолаковић. Заједно са њима су пристигли и председник Народне скупштине НР Србије Јован Веселинов, председник Извршног већа Народне скупштине НР Србије Милош Минић, члан СИВ-а Маријан Брецељ, члан Извршног комитета ЦК Савеза комуниста Србије Спасенија Цана Бабовић, члан Извршног већа Србије Ђоко Пајковић, председник Извршног већа Народне скупштине АП Војводине Геза Тиквицки, надаље Пепца Кардељ, Милка Минић, Станка Веселинов, Боса Цветић, генерал-потпуковник Милоје Милојевић, ректор Универзитета у Београду Борислав Благојевић и други.

Након обиласка почасне чете гарде, уз звуке „Посмртног марша“ и „Интернационале“, положени су венци на мермерну плочу на којој стоји постоље споменика. Венац су положили и Стеванова сестра Јелица и брат Драгутин. Присутнима се под спомеником обратио члан ЦК СК Србије, народни херој и бивши политички комесар Ваљевског НОП одреда Милосав Милосављевић. У говору је истакао јуначко држање Филиповића под вешалима које је пренето у фигури споменика, те револуционарни и херојски карактер ваљевског краја и ваљевских комуниста како пре тако и током рата. Према Милосављевићевим речима:
| „ | Подижући овај споменик, радничка класа, комунисти, преживели борци и сви патриоти наше земље, желе да сачувају светле успомене на те најтеже дане народноослободилачке борбе и народне револуције, успомене на хиљаде погинулих хероја и револуционара и бораца који су положили своје животе у темеље социјалистичке Југославије. Овај споменик ће бити вечити симбол њихове борбе и хероизма. Он ће бити непресушно врело на ком ће се напајати садашње и будуће генерације у својим социјалистичким стремљењима. | ” |

Завршетком Милосављевићевог говора откривање споменика је било завршено. Уследили су минут ћутања и три почасна плотуна у почаст палим борцима НОБ. Завршетком церемонијалног дела Едвард Кардељ и остали гости су у пратњи Војина Бакића разгледали споменик и, према репортажи Поповића, позитивно га похвалили. Кардељ је честитао Бакићу на изванредном делу и додао:
| „ | И када се данас гледа тај горостас од алуминијума што блешти на сунцу а види се са неколико километара удаљености чини се као да ће та уста огромног колоса сваког тренутка проговорити као када су испод вешала 1942. године сипала речи пркоса изненађеном и заплашеном непријатељу и позвала народ да под вођством комунистичке партије настави борбу. | ” |

Након откривања свечана колона са високим гостима се преместила на Стари трг у Ваљеву, недалеко од места где је обешен Филиповић. Ту је припремљена свечана трибина. Митингу који је уследио је присуствовало око 70 хиљада људи, придошли из читаве западне Србије, од Чачка до Шапца (поређења ради, тадашње Ваљево је имало укупно око 28 хиљада становника). Према наводима новинара Поповића, извештачи су забележили хиљаду аутобуса, трактора, камиона, пет специјалних возова који су довели учеснике. Маса је клицала Титу, Кардељу и комунистичкој партији. Митинг је отворио секретар Среског комитета СК Ваљево Риста Михаиловић, одржавши краћи говор посвећен хероизму ваљевских партизана, те је прочитао телеграм Председника Тита, у ком је овај изразио жалост што није био у могућности да присуствује отварању споменика и комеморирању палим ваљевским партизанима. Говор је одржао, бурно подржан, Едвард Кардељ који је причао о успесима петогодишњег плана и будућим задацима. Осврнуо се и на отворени споменик:
| „ | Данас сте ви овде открили леп споменик херојима и свима онима који су дали своје животе у величанственој борби између онога што је у човеку човек и онога што је још у човеку звер. У том споменику је уметник достојно изразио светао лик људи читаве генерације која је подигла мач револуције сву дубину верност сопственом народу а то значи човеку, сав искрени хуманизам вере у лепшу будућност и борбу за напредак и сву величину жртве за ту будућност и сву незадрживу снагу стремљења која иде таквим циљевима у сусрет. | ” |

После митинга високи политички дужносници су се преместили у тек отворени Музеј народа револуције, где су евоциране успомене на ратне дане, борбу на Завлаци. Након одласка високих политичких личности славље се наставило. Отворено је неколико привредних и угоститељских објеката, те одржан марш „Трагом ваљевских партизана“ на којем је учествовало око 6000 омладинаца. Током целог дана масе људи су одлазиле на брдо Видрак да виде споменик и одају почаст.

### Наредне деценије и данашњица
Годину дана након отварања, у спомен двадесетој годишњици подизања устанка 1941, у издању „Југомарке“ је издата поштанска марка по нацрту Мате Зламалика са ликом Споменика Стевану Филиповићу.
Председник Републике Јосип Броз Тито је споменик посетио приликом своје посете Ваљеву маја 1967. године. Претходно одржавши почасну стражу заједно са ученицима ваљевских школа и упаливши вечни пламен на Спомен гробљу на Петом пуку, кроз непрекидни шпалир грађана Ваљева се упутио ка брду Видрак. Тамо су га поздравили народни херој Милосав Милосављевић и првоборци Живорад Жика Гајић и Радомир Рака Вићентијевић, где је у њиховом присуству положио цвеће на плочу испред споменика и похвално говорио о истом. Милосављевић му је након тога поклонио макету споменика. (сл. 13 до 16)
Споменик борцима Револуције се нашао и на првом амблему (грбу) Ваљева усвојеном 17. децембра 1975. године, раду Стјепана Бобешића из Београда, који је опстао све до 1993. године кад је у употребу ушао нови грб. (сл. 17)
Бакићево дело је на седници Већа општине Ваљево од 13. новембра 1981. године проглашен културним добром.
Кроз цео период социјалистичке Југославије, Споменик Стевану Филиповићу је, заједно уз фабрику „Крушик“ која је тада имала десет хиљада запослених, био главни симбол Ваљева. Падом социјализма 90-их година 20. века мења се и идентитет града. Место главног симбола града од Споменика преузима Кула Ненадовића на брду Кличевцу, иначе подигнута за време Првог српског устанка за потребе устаничке државе. За време ратних 90-их година су постојале претње да се споменик минира, слично као што се догађало са баштином овог народног хероја током рата у Хрватској, али и са делима Војина Бакића начелно. У новим околностима је била спорна хрватска националност овог народног хероја, као и факат да је споменик саграђен на месту бившег српског војничког и градског гробља. Но, споменик је овај период српске историје претрпео без икаквих битнијих оштећења, а средином 2000-их година је први пут од распада Југославије адекватно стручно заштићен и рестауриран.
У годинама и деценијама након отварања, споменик и његово окружење су више пута обнављани и рестаурирани. Завод за заштиту споменика културе у Ваљеву је, као већ споменуто, 2005. године, средствима Министарства за рад, запошљавање и социјалну политику, извршило конзерваторске радове на споменику који су обухватали чишћење графита са споменика, замену поломљених камених плоча на постаменту, те реконструкцију делимично порушених делова камених зидова стаза у партеру. (сл. 18 и 19)
Током 2009. године се догодио инцидент на споменику. Активисти ваљевског одбора СУБНОР-а су, према властитом наводу подстакнути нечињењем Завода за заштиту, самоиницијативно организовали фарбање постамента и доњег дела фигуре Филиповића, са намером да прекрече графите међу којима су били и нацистички симболи, који су били исписани на споменику. Ова нестручна интервенција и оштећивање споменика културе је получила оштру реакцију представника Завода и уследелу кривичну пријаву против председника окружног СУБНОР-а. Истоветан инцидент, само већих размера, се догодио пола године након претходног и получио је истоветну реакцију Завода.
Крајем априла 2012. године је извршено ново обнављање спомен-комплекса. Средства у износу 4 милиона динара од стране Министарства рада и социјалне политике и 2,5 милиона динара од Дирекције за обнову и развој Колубарског округа погођеног земљотресом, су, по пројекту архитекте Весне Алексић, искориштена за постављање расвете на целом простору и сређивање пешачке стазе, уређивање одавно затворене сувенирнице на улазу у комплекс, постављање видео-надзора (имајући у виду да су сви споменици унутар комплекса годинама мета вандала), сређивање прилаза до спомен-крста и постављање информативних табли. (сл. 20 и 21)
Споменик Стевану Филиповићу био је инспирација изложбе организоване у новембру 2015. године у београдској галерији „Циглана“, а као резултат рада у оквиру уметничке колоније одржане у селу Бујачић у лето пре тога, на којој су излагали уметници из Београда, Ваљева и Атине.
Крајем 2016. године су обновљени и сређени спомен-парк и партер — посипањем новоформиране приступне стазе ризлом, обнављањем кружних стаза око споменика и обнављањем (заменом и стављањем нових плоча) на прилазну стазу са степеницама. Пројекат, у вредности око 8 милиона динара, је финансирало Министарство трговине и туризма, а реализовао Завод за заштиту споменика у Ваљеву.
Споменик Стевану Филиповићу је иначе и део званичне туристичке понуде града Ваљева.

## Изглед споменика
Споменик борцима Револуције подигнут је на централном месту платоа на брду Видрак, одакле доминира околином. Постављен је на правоугаони постамент од метала који стоји на плочи од црног мермера. Фигура Филиповића, висока 16 метара, је рађена у раскораку, раширених, у вис подигнутих руку, са изразом пркоса на лицу — онако како је Филиповић стајао под вешалима. Израђена од белог алуминијума, није изливена у комаду, него је варена из делова. (сл. 22 до 32)

Педесет метара од споменика је постављена спомен-плоча од белог мермера састављена од два дела, на којој је уклесан текст књижевника Добрице Ћосића::
| „ | ПАРТИЗАНИМА, КОМУНИСТИМА, ПАТРИОТИМА, СВИМА КОЈИ ПАДОШЕ У БОРБИ ПРОТИВ ФАШИСТИЧКИХ ПОРОБЉИВАЧА И ИЗДАЈНИКА НАРОДА. 1941 — 1945 ДА ЈУГОСЛАВИЈОМ КОРАЧАЈУ САМО СЛОБОДНИ, ДА НАСТАНЕ НОВИ СВЕТ, ОНИ СЕ ЈУНАШТВОМ И СОЦИЈАЛИСТИЧКИМ ИДЕАЛИМА УСПРАВИШЕ, У ВЕКОВЕ. (сл. 34) | ” |

Простор око споменика је парковски решен према пројекту новосадског архитекте Ратибора Ђорђевића. До споменика се долази путем изграђеним по Видраку. Обоје су изграђени непосредно пре отварања споменика 1960. године. Аутор споменика је хрватски вајар српског порекла Војин Бакић.

### Периодизација и критика дела
Споменик Стевану Филиповићу потпада у једну кратку фазу у Бакићевом уметничком развоју након раскида са соцреализмом, која је почела 1951. и трајала до 1953. године. Наиме Бакић 1950. године завршава Споменик народном устанку у Колашину и ради на споменику за Чазму, истовремено осећајући снажну потребу да се ослободи реализма. (сл. 35 и 36) Према властитом сведочењу: „[...] одмах сам осјетио да је опасност управо у том реализму, у тој, ако хоћете, лакоћи, да западнете у маниру, у једно понављање, у празну реторику. А то се и догодило са мојим спомеником у Колашину, којег би волио да нисам направио... После колашинског споменика ја сам осјетио да се треба вратити скулпторским принципима. И што сам направио? Узео сам актове, своје старије и на њима почео радити. А то је било чисто враћање скулпторској дисциплини.“ Према мишљењу историчара уметности Милана Прелога, доброг познаваоца Бакићевог дела:
| „ | Необична продуктивност Бакића у тој [соцреалистичкој] фази [споменик Позив на устанак у Бјеловару и др.] довела је постепено до становитог исцрпљивања оног израза, који је карактеризирао ту другу фазу. Криза у Бакићеву раду, која је наступила 1949. године, а која се дјеломично одразила на споменицима за Колашин и Чазму, настала је на подлози осјећања, да су исцрпљена средства са којима је до сада радио, да је за исправно рјешење задатака који се гомилају пред њим, онај израз који је нашао 1945. године, ограничен. Та се је криза могла разријешити само на два начина: или помирењем са ограничењима традиције у којој је израстао или у лому са том традицијом и тражењу нових путева. Намјесто остајања у манири Бакић је изабрао нове путеве. | ” |

Како истиче историчарка уметности Наташа Иванчевић, овом одлуком Бакић се интуитивно одлучио за модернизам, истраживање форме науштрб приповедања садржаја, те за трагање за новим могућностима скулпторског израза. Откривање и пут у апстракцију, вајара воде путем апстраховања органских облика. Са једне стране се враћа темама којима се бавио пре Другог светског рата — торзо, женски акт, портрет, анимализам — тражећи нова ликовна решења: смекшава облик доводећи га на руб апстракције. Упоредо са овим, у горе поменутом раздобљу од 1951. до 1953, истражује други вид редукције, који се очитује у кристализацији форме, што се може тумачити као својеврсно изналажење кубистичке доктрине. Привлаче га једноставност волумена и површност површине, коју је открио и заволео још у младости код Архипенка. Споменик Стевану Филиповићу заједно са студијом за Споменик Марксу и Енгелсу, Аутопортрет из 1952. и Агитатор, спада у Бакићева остварења из овог периода. (сл. 37, 38 и 39)
Прве скице за Споменик Стевану Филиповићу, према историчару уметности Звонку Маковићу једном од Бакићевих најзначајнијих дела, вајар сачињава 1949. године. На наративном плану, споменик Филиповићу је истоветан са претходним Бакићевим споменицима — споменику Позив на устанак у Бјеловару (познатом и као „Бјеловарац“), споменику Позив на устанак у Чазми, споменику Пред стријељање у Гудовцу код Бјеловара, те споменику На вјечној стражи у Бачковицама код Бјеловара. (сл. 40) Свима им је заједнички мотив мушке фигуре која треба да изражава храброст, пркос и неустрашивост; усамљене фигуре супротстављене силама терора. Од свих наведених, споменик Филиповићу је најсличнији познатом Позиву на устанак, прототипу на основу ког је вајар варирао све остале потоње скулптуре. Бакићев узор за споменик је била чувена фотографија Стеве Филиповића под вешалима. Мотив мушкарца раширених, у вис подигнутих руку, је и он преузео за свој споменик. Иначе, фотографија која је била инспирација Бакићу и при изради популарног „Бјеловарца“ година раније.

Упоређујући ова два споменика, премда сличних, постаје очито — сматрају Прелог и Маковић, који је пут, са аспекта скулпторског израза, Бакић предузео од времена кад је радио Бјеловарца четрдесетих; пут редукције, поједностављивања облика, дајући динамички организовану масу необичне сугестивности. Према увиду Прелога:
| „ | Иако чврст у маси бјеловарски је споменик својом вјерности реалноме и својом обрадом површине остао ипак у границама оног што називамо експресионистичком културом, т. ј. скулптуром коју се може потпуно доживјети тек у ближем оптичком контакту. Насупрот томе концепција ваљевског споменика, апстрахујући тај блиски визуелни контакт, представља монументалну масу, која може суверено да стоји у неограниченом простору и као споменик то је једина могућа обрада једне гесте, једнога става, која у времену није била само индивидуални акт, него је постала симбол пркоса и непоколебиве револуционарне снаге. | ” |

Како истиче Манојловић Пинтар, разлика између ова два споменика је дата и у још једном аспекту. Док је представа „Бјеловарца“ мушка фигура у исцепаној, радничкој одећи, јасно одвојена од споменичке пластике пре Другог светског рата где су мушке фигуре готово увек приказане у војничкој униформи, код „Ваљевца“ управо „титовка“ и стилизована партизанска униформа дају визуелни идентитет фигури. На овај начин се од времена кад је истицан народни карактер устанка и улога комуниста у њему, приступило јасном означавању партијске и армијске припадности хероја којег споменик слави. Стога је Споменик Стевану Филиповићу први значајнији споменик подигнут у Југославији којим се величала институција ЈНА и политички покрет који ју је створио.

Приликом отварања споменика 1960. године, у интервјуима „Радио Ваљева“ и листа „Напред“, Бакић је на следећи начин описао како је текла израда споменика:
| „ | Један од основних проблема био је свакако наћи форму која ће оправдати изузетну димензију од 16 метара а која је диктирала управо локација на брду. Хтео сам да тај лик завлада пространством питомог ваљевског краја да буде свети симбол историје и смрти, свега што је прошлост. Полако у својим студијама који су настајали од аутопортрета па све преко студија за споменик Маркса и Енгелса налазио сам законе те форме: архитектонику плоха које стварају брдовити волумен сабијен и често конструисан. Хтео сам да ти волумени изразе унутрашњу напетост и динамику садржаја. „Ваљевац“ је имао срећу да кроз десет година сазрева полако иако је то лично живим Ваљевцима кидало нерве. То је уједно и спасило споменик од првог већ започетог парковског решења које је било сасвим супротно духу споменика замишљено круто несавремено. [...] Како је садржајно, у смислу израза, ствар била решена, требало је за „Ваљевца“ тему третирати даље и разрађивати је само скулпторски. Ваљало је остварити нешто једноставно у форму, у обрисима, у силуети, читко из великих даљина. Форму је требало решити врло једноставно, требало је кондензовати, сабити волумен у нешто што је ближе архитектонској форми него скулптури у реалистичком смислу. Притом је била још и жеља да та фигура стварно буде Стеван Филиповић, аутентичан, леп, типичан лик, који је требало транспоновати у једну скулпторску форму. | ” |

У историографији послератне југословенске јавне меморијалне пластике 50-их година Споменик Стевану Филиповићу спада, уз нереализовани Споменик Марксу и Енгелсу у Београду, у најмаркантнија остварења овог раздобља, и иако још увек тематски близак соцреалистичкој поетици, својом прочишћеном формом и поједностављеним и стилизованим облицима, представља један од првих наговештаја једне посве нове и зрелије идеје јавне споменичке пластике која ће отпочети у следећој деценији. (сл. 43 до 48)

У годинама након откривања споменика у југословенској штампи су излазили бројни текстови различитих аутора који су из различитих углова преносили властити утисак о споменику. Позитивну уметничку критику је дао Војислав Ђуровић у листу „4. јул“ од 8. септембра 1964. године под насловом „Споменик документ: прошлог и симбол будућем“, где је између осталог навео:
| „ | Поштујући дескриптивно „фотографски споменик“ уметник је настојао да пластично што више извуче силуетом и наглашавањем три главе — од једне главе и две пести које су изнад ње: чиме је вајар наговестио последњи Филиповићев бунт и оптимистички тренутак ратног раздобља. Држећи се, у горњим деловима, натуралистичке сличности, Бакић — који иначе важи за једног од вајара склоних модерним формама — задржао је само донекле силуетно наговештавање у целини. Оно што није уметник успео у маломе на самоме споменику, да измири натуралистички детаљ — сличност са фотографијом — и само наговести форму у маси, помогло је вајару просторно решење; споменик који представља људску фигуру у наднаравној величини, постављен је на брду Видраку — тако да са овог видиковца делује како на само Ваљево тако и на даљу околину силуетно. Његовом положају и изгледу доприноси посебно израда споменика у алуминијуму — те му даје модеран нагласак који се заснива на полетном пркосу који из овог споменика зрачи на околину оним алуминијумским блеском на светлост. Наша пластична уметност, нигде се практично није нашла у искушењу као у примеру остваривања Бакићевог Филиповића, посебно споменичка скулптура. Како се однети према аутентичности — и не остати натуралистички свезан: како се размахнути слободно у форми — и остати доследан датуму, догађају, лику. Овде је Бакић још имао споменичког конкурента — фотографију — па је деликатност његовог уметничког остварења утолико била сложенија. | ” |

Под позитивним утиском Бакићевог дела је био и сликар, критичар и филмски редитељ Миодраг Мића Поповић. Под снажним утиском непосредног доживљаја споменика, ког је видео пре званичног отварања, у „Политици“ од 2. октобра 1960. године је у тексту насловљеном „Уметност, отаџбина, борци“ навео између осталог и следеће:
| „ | ... Застао ти је дах. Угледао си са друма, неколико километара пре уласка у Ваљево, тамо на брду, на другој страни града блиставу металну структуру. Њена величина је измерена: ни непријатни монструм, ни сићушна парковска играчка. Граду је за борце и јунаке, за непоколебиве и упорне то био потребан симбол. О поводима за споменик, о револуцији, о смислу подсећања говориће други на прослави коју град припрема. Ја хоћу да пишем о сусрету, најзад и толико жељеном, између племените сврхе и инспирисаног, истинитог уметничког дела. Аутор споменика Војин Бакић послужио се, још некад док је правио прву, реалистичку варијанту овог дела познатом фотографијом револуционара Стевана Филиповића под вешалима. Та фотографија, већ сама по себи ретко потресан документ о пркосу, о храбрости, о вери, могла је да уништи, да сатре осредњег уметника. Баки је направио изврсну реалистичку скулптуру, набреклу од снаге, опијену од поезије. Увек сам мислио да је „Позив на устанак“ најбоља, најснажнија реалистичка скулптура начињена код нас на тему рата и револуције. Отада су прошле године. Бакић се мењао. Опомињао је са ауторитетом читаву једну генерацију младих уметника на затворене белутке, на снагу глатких маса, на неодложну једноставност. Бакић се није преобратио у апстрактног уметника; он је еволуирао природно до саме суштине форме. Кад сам чуо да ће овај уметник да понови једну своју скулптуру, начињену десет година раније, нисам веровао у успех. Уметник не може да изда ни једно своје стечено искуство. Повратак на себе, понекад је самоубиство. Али је Бакићев доживљај био трајнији и инспирација дубока преко сваког очекивања. Идеја је тајанствено сазревала да не презри. Бакић је свесно и баш храбро жртвовао заводљиве реалистичке детаље са скулптуре од некад и успео да у овом новом споменику у Ваљеву споји психолошки и литерарни подтекст са максимално пластичном чистотом. Рекло би се да масе нису глачане руком него временом. [...] | ” |

У остатку своје критике Поповић се веома позитивно изјаснио о монументалности и складним пропорцијама споменика, те о избору алуминијума као материјала, поредећи споменик са светиоником.
Критичар и историчар уметности Игор Зидић се, такође, у властитом осврту на Бакићево лик и дело, позитивно изјаснио о скулпторовом прелазу на нови материјал, имајући у виду да, иако мајстор тактилне комуникације са материјалом, скулптуре овог периода па на даље га све више удаљавају од вајарства и приближавају архитектури, те се у том смислу требало прилагодити на индустријске, конпонибилне саставнице, глатке и сјајне челичне површине.
Критичар уметности Еуген Франковић је, у загребачком часопису „Живот умјетности“ из 1966. године, заједно уз Споменик устанку у Дрежници Косте Ангелија Радованија похвалио Бакићев споменик због своје одговарајуће величине и складности у односу на пејзажни простор и терен око себе, а у супротности са примерима споменика Камени цвет Богдана Богдановића у Јасеновцу и Споменика на Шехитлуцима у Бањалуци Антуна Аугустинчића, за које наводи да су лоше реализације и да нису успели да постигну овај склад као Бакићев „Ваљевац“.

У свом свеобухватном осврту на југословенско „ангажирано социјално и револуционарно кипарство“ из 1977. године, критичар Јурај Балдани се позитивно изјаснио о Бакићевом споменику у Ваљеву, посебно у светлу претходне споменичке праксе, означавајући Бакићев споменик као прекретницу. Према речима Балданија:
| „ | Маркантно остварење које ће означити извјесну прекретницу у формулирању ангажиране скулптуре дао је неуморни истраживач Војин Бакић у споменику »Стјепану Филиповићу« у Ваљеву. Ту је у потпуности постигнута равнотежа између садржаја и форме прочишћене до крајњих консеквенца дескрипције. Овај споменик конципиран 1953. г. антиципира нове зрелије погледе на задатак јавне споменичке пластике указујући на тежњу за лишавањем од празних наметнутих геста и неувјерљивих поза те успостављање непосредних контаката с основним доживљајем мотива који се обрађује. Учињен је помак у стилском погледу и то према свођењу природних облика на геометријске контуре, иако још увијек у разговјетном и читком визуелном утиску. Наговјештаје дане у Ваљеву Бакић ће врло брзо разрадити у нови иконографски концепт на сљедећим споменичким задацима паралелно са развојем његова скулпторског експерименталног авангардизма. | ” |

## Занимљивости
- Осим Бакићевог Стевана Филиповића, постојао је још један споменик рађен по узору на знамениту фотографију посвећен овом народном хероју — рад скулптора Мира Вуце и Стјепана Грачана у Опузену крај Дубровника, Филиповићевом родном месту. Скулптуре од бронзе високе 5,30 метара на постаменту од 4,50 метара, отворен је 1978. године. Миниран је јула 1991. године.[53][98][58][99]
- На истом месту је требало 1941. да се подигне споменик погинулим Ваљевцима у борби за ослобођење 1804-1918, али је рат то спречио.[100]

## Галерија

### Брдо Видрак и Баирско гробље (1)
- 4. Капела породице Глишић на баирском гробљу у позадини на слици.[101]
- 5. Споменик лекару Семјуелу Алберту Куку на месту на ком је сахрањен на брду Видрак. Споменик је подигао Амерички Црвени крст.[102] Натипс на споменику:| „ | Више пожртвовања не може бити него када човек положи живот за свог пријатеља.[102] | ” |
- 6. Полеђина Куковог споменика са натписом на енглеском језику.
- 7. Споменик Селимиру Ђорђевићу.
- 9. Спомен-плоча на крсту.

### Наредне деценије и данашњица (2)
- 14. Титова посета Ваљеву 1967, у оквиру које је обишао и споменик на Видраку.[47]
- 15. Макета која је Брозу поклоњена приликом посете споменика 1967. Складиштена и изложена је у Музеју Југославије у Београду.
- 16. Поглед изблиза
- 18. Споменик пре конзерваторских радова — чишћења графита и замене поломљених камених плоча на постаменту, 2005. година.
- 19. Споменик након конзервације, 2005. година
- 20. Обнова сувенирнице на подножју, при улазу у сам спомен-комплекс, 2012. година.
- 21.

### Изглед споменика (3)
- 22.
- 23.
- 24.
- 25.
- 26.
- 27.
- 28.
- 29.
- 30.
- 31.
- 32.

### Периодизација и критика дела (4)
- 37. Предлог за споменик Марксу и Енгелсу
- 38. Аутопортрет из 1952.
- 39. Агитатор
- 41. Оригинални одлив Бакићевог споменика „Позив на устанак“ на Дедињу у Београду, испред некадашњег Музеја „4. јули“.
- 43. Детаљ са „Споменика захвалности Црвеној армији“ на Батинској скели отвореног 1947. године, аутора Антуна Аугустинчића.
Највећи број јавних меморијалних споменика првих година након рата је био прављен унутар естетике совјетског соцреализма. (сл. 43 до 48) Овај уметнички правац се одржао и након разлаза са Совјетима 1948, тако да су споменици у овом споменичком правцу настајали и 50-их година. Најпроминентнији вајари овог жанра су били Аугустинчић, Вања Радауш и Франо Кршинић. Бакићев „Споменик Стевану Филиповићу“ је представљао један од првих раскида са овом уметничком праксом која је доминирала касних 40-их и почетком 50-их година 20. века.[103]
- 45. Вања Радауш, „Бомбаш“ из 1946. године, Градски парк у Земуну.[104]
- 46. „Споменик устанку“ у Дрежници отворен 1949, аутор Коста Ангели Радовани.[105]
- 47. „Споменик устанку народа Хрватске“ у Србу отворен 1953. године, аутор Вања Радауш.
- 48. Споменик „Борац“ из 1948. у Подсуседу (Загреб) вајара Вање Радауша.

### Књиге, каталози и зборници
- Belić-Koročkin-Davidović, Mirjana; Davidović, Radivoje (2012). Stevan Filipović : istina o istorijskoj fotografiji. Beograd: Čigoja štampa.  193196812
- Време архитектуре : [архитектура и урбанизам у Ваљеву, 2010-2019.] / [главни и одговорни уредник Милан Максимовић]. Ваљево: Друштво архитеката Ваљева, (Нови Сад : Артпринт медиа). 2021.  28194057
- Грујић, Вера Б. (2017). Збирка југословенске скулптуре Народног музеја у Београду. Београд: Народни музеј, (Београд : Публикум).  252865548
- Grupa autora (2002). Rušenje antifašističkih spomenika u Hrvatskoj 1990—2000 : II izdanje s dodatkom. Zagreb: Savez antifašističkih boraca Hrvatske. Архивирано из оригинала 07. 01. 2018. г. Приступљено 15. 03. 2018.  1024552333
- 147162375
- Dijalog povjesničara - istoričara. Knj. 10/2 : Osijek, 22.-25. rujna 2005. / priredio Igor Graovac. Zagreb: Zaklada Friedrich Naumann, (Sesvete : Grafocentar). 2008.  512984012
- Donadić, Petra (2015). Spomenička plastika Vojina Bakića (diplomski rad) (PDF). Zagreb: Filozofski fakultet Sveučilišta u Zagrebu.
- Zidić, Igor (2017). „Vojin Bakić”. Rovinj: Galerija Adris [katalog]: 3—19.
- Istorija umetnosti u Srbiji XX vek. Tom 2, Realizmi i modernizmi oko hladnog rata / [autor projekta i urednik knjige Miško Šuvaković ; autori studijskih oblasti Nevena Daković ... [et al.] ; saradnici na studijskim raspravama Jelena Arnautović ... et al.]. Beograd: Orion art : Katedra za muzikologiju Fakulteta muzičke umetnosti, (Beograd : Cicero). 2012.  193326604
- Jokić, Gojko (1986). Jugoslavija : Spomenici revolucije : turistički vodič (PDF). Beograd: Turistička štampa.  11699719
- Jugoslavija : spomenici revoluciji ; ur. Miloš Bajić. Beograd; Sarajevo: SUBNOR Jugoslavije; Svjetlost. 1968.  3036679
- Кривошејев, Владимир (2021). „Простор сећања”. у Време архитектуре : [архитектура и урбанизам у Ваљеву, 2010-2019.] / [главни и одговорни уредник Милан Максимовић]. Ваљево: Друштво архитеката Ваљева, (Нови Сад : Артпринт медиа). стр. 26—39.  28194057
- Кривошејев, Владимир; Бјељац, Жељко (2021). „Замена наратива у циљу идеолошке пропаганде: студија случаја Споменика борцима револуције у Ваљеву”. у Пропаганда и јавни наративи у социјалистичкој Југославији : зборник радова / [уредници Бојана Богдановић, Kристијан Обшуст]. Нови Сад: Архив Војводине ; Београд : Етнографски институт САНУ, (Београд : Службени гласник). стр. 15—43.  58571785  39328009
- Манојловић Пинтар, Олга (2005). Идеолошко и политичко у споменичкој архитектури Првог и Другог светског рата на тлу Србије (докторска дисертација). Београд: Филозофски факултет Универзитета у Београду.  512801175
- Manojlović Pintar, Olga (2008). „Uprostoravanje ideologije: Spomenici Drugog svetskog rata i kreiranje kolektivnih identiteta”. Igor Graovac (prir.), Dijalog povjesničara/istoričara, 10/1, Osijek 22. – 25. rujna 2005. Zagreb: Friedrich Neumann Stiftung: 287—307.  512984012
- Manojlović Pintar, Olga (2014). Arheologija sećanja, spomenici i identiteti u Srbiji 1918 – 1989. Beograd: Udruženje za društvenu istoriju : Čigoja štampa, (Beograd : Čigoja štampa). ISBN 978-86-531-0062-9.  208226060
- Maroević, Tonko (1998). Vojin Bakić. Zagreb: Globus : Srpsko kulturno društvo Prosvjeta.  179303431
- Милосављевић, Бранислав; Нинковић, Лазар; Радојчић, Милорад (1995). Споменица палим борцима и жртвама фашистичког терора општине Ваљево : 1941 — 1945. Ваљево: Историјски архив Ваљево; Општински одбор СУБНОР-а Ваљево.  100349703
- 147162375
- Познановић, Раде; Раонић, Милун; Радојчић, Милорад (1987). Трагом издаје : сведочења о издаји четника и стрељању на Крушику, у Ваљеву 1941. Титово Ужице: Општински одбори СУБНОР: Бајина Башта, Ваљево, Горњи Милановац, Косјерић, Лајковац, Љиг, Мионица, Пожега, Титово Ужице и Чачак.  31014919
- Поповић, Разуменка Зума (1981). Споменици Народноослободилачке борбе и револуције СР Србије 1941—1945. Београд: Експорт прес.  1024016515
- Prelog, Milan (1958). Vojin Bakić. Zagreb: Naprijed.  78862087
- Prelog, Milan (1983). „BAKIĆ, Vojin”. Hrvatski biografski leksikon. Zagreb: Leksikografski zavod „Miroslav Krleža“.
- Пропаганда и јавни наративи у социјалистичкој Југославији : зборник радова / [уредници Бојана Богдановић, Kристијан Обшуст] = The propaganda and public narratives in Socialist Yugoslavia : proceedings ; [editors Bojana Bogdanović, Kristijan Obšust]. Нови Сад: Архив Војводине ; Београд : Етнографски институт САНУ, (Београд : Службени гласник). 2021.  39328009
- 197447948
- Refleksije vremena 1945-1955 : [12. prosinca 2012. - 10 ožujka 2013, Galerija Klovićevi dvori, Zagreb] / [autori tekstova Tomislav Anić ... [et al.] ; fotograf Darko Bavoljak]. Zagreb: Galerija Klovićevi dvori. 2012. ISBN 978-953-271-067-0.  197447948
- Revolucionarno kiparstvo; [tekst Juraj Baldani]. Zagreb: Spektar. 1977.  49820935
- Стаменић, Драган; Ћеранић, Зорица; Николић, Милоје Ж.; Арсић, Радивоје; Дражић, Тихомир; Марковић, Милан; Пејић, Светлана; Ћирић, Весна (2006). Споменичко наслеђе Колубарског и Мачванског Округа. Ваљево: Завод за заштиту споменика културе Ваљево (Ваљево принт). ISBN 978-86-904745-2-3.  131307532
- Tito u valjevskom i podrinskom kraju priredio Dragoslav Parmaković; ur. Milorad B. Janković. Šabac; Valjevo; Loznica: Radio novinsko-izdavačka radna organizacija Glas Podrinja; Novinska i radio ustanova Napred; Radio Podrinje. 1981.  49478151
- Titu s ljubavlju : slike, grafike, skulpture : izložbeni prostor Galerije savremene umetnosti Vojvodine, SPC "Vojvodina", Novi Sad, juli-avgust-septembar 1987 / [organizatori] Memorijalni centar "Josip Broz Tito" ; [katalog i postavka izložbe Gordana Erceg Sarajčić, Andjelka Vlaović ; likovno-tehnička oprema kataloga i plakata Božidar Bošković ; fotografije Jovan Popović] (PDF). Beograd: Memorijalni centar "Josip Broz Tito" ; Novi Sad : Muzej socijalističke revolucije Vojvodine, (Beograd : Medicinska knjiga Prosveta). 1987.  1141258
- Horvatinčić, Sanja (2016). „Ballade of the Hanged: The Representation of World War II Atrocities in Yugoslav Memorial Sculpture” (PDF). u Art and its Responses to Changes in Society / edited by Ines Unetič, Martin Germ, Martina Malešić, Asta Vrečko and Miha Zor (на језику: енглески). London: Cambridge Scholars Publishing. стр. 186—208. ISBN 1-4438-9708-6.  197447948
- Cvetić, Mariela (2012). „Monumentalna memorijalna politička skulptura”. u Istorija umetnosti u Srbiji XX vek. Tom 2, Realizmi i modernizmi oko hladnog rata / [autor projekta i urednik knjige Miško Šuvaković ; autori studijskih oblasti Nevena Daković ... [et al.] ; saradnici na studijskim raspravama Jelena Arnautović ... et al.]. Beograd: Orion art : Katedra za muzikologiju Fakulteta muzičke umetnosti, (Beograd : Cicero). стр. 303—322.  193326604
- Šimat Banov, Ive (2013). Hrvatsko kiparstvo od 1950. do danas. Zagreb: Naklada Ljevak.

### Часописи
- Аноним (1954). „Београдски музеји” (PDF). Годишњак Музеја града Београда. Београд: Музеј града Београда. I: 307—361. Архивирано из оригинала (PDF) 15. 11. 2020. г. Приступљено 25. 07. 2018.
- Erceg-Sarajčić, Gordana (1983). „Dela jugoslovenskih likovnih umetnika u zbirci Muzeja „25. maj”” (PDF). Vesnik, organ Vojnog muzeja u Beogradu. Beograd: Vojni muzej — Beograd (29): 175—216.  41168903
- Ivančević, Nataša (2012—2015). „Promjena tipologije spomeničkog rješenja Vojina Bakića — Spomenik pobjedi revolucije naroda Slavonije, Kamenska”. Anali Galerije Antuna Augustinčića. Klanjec: Galerija Antuna Augustinčića. XXXII–XXXV (2012.–2015) (32—33/34—35): 405—426.  16083458
- Јоксимовић, Зоран (1984). „Један покушај заштите културно-историјских споменика у Ваљеву” (PDF). Гласник међуопштинског историјског архива Ваљево. Ваљево: Међуопштински историјски архив Ваљево (19): 151—178.  74951180  519758169
- Krstić, Željko Lj. (2018). „Valjevo u potrazi za identitetom”. Svitac : časopis za sociološke i psihološke teme. VI (37): 3—18.
- Мадић, Милча (2005). „Ваљевска варошка (градска) гробља” (PDF). Гласник - Историјски архив Ваљево. Ваљево: Историјски архив Ваљево (39): 5—26.  128999692  74951180
- Maroević, Tonko (1988/1989). „Bakić-Radovani: paralelizam ili polarizacija” (PDF). Radovi Instituta za povijest umjetnosti. Zagreb: Institut za povijest umjetnosti (12—13): 325—328. ISSN 0350-3437.  21853186  596234
- Prelog, Milan (1953). „Djelo Vojina Bakića” (PDF). Pogledi : časopis za teoriju društvenih i prirodnih nauka. Zagreb: Društvo nastavnika sveučilišta visokih škola i saradnika naučnih ustanova u Zagrebu. 53/12: 912—919.  49155084  174654215
- Радојчић, Милорад (2006). „Др Селимир Ђорђевић (1866—1915) — физикус Округа ваљевског” (PDF). Гласник - Историјски архив Ваљево. Ваљево: Историјски архив Ваљево (40): 27—65.  74951180
- Радоњић, Зоран Б. (2019). „Филателија и политика — утицај политичких и друштвених догађаја на изглед поштанских марака у Србији” (PDF). Политичка ревија = Political review : часопис за политикологију, политичку социологију, комуникологију и примењену политику. Београд: Институт за политичке студије. 62 (4): 153—172. ISSN 1451-4281.  105060364
- Соколовић, Миодраг (1974). „Прилог евиденцији споменика посвећеним устанку Србије 1941. године” (PDF). Саопштења. Београд: Републички завод за заштиту споменика културе СР Србије (X): 245—250.  4436482
- Franković, Eugen (1966). „Javnost spomenika” (PDF). Život umjetnosti. Zagreb: Matica hrvatska (2): 17—24.  16392962
- Šakota, Slavko (1986). „Jugoslovenska monumentalna skulptura posvećena revoluciji (1960—1980)” (PDF). Vesnik : organ vojnih muzeja. Beograd: Vojni muzej (31—32): 116—135.  41168903